# Грушевий мед

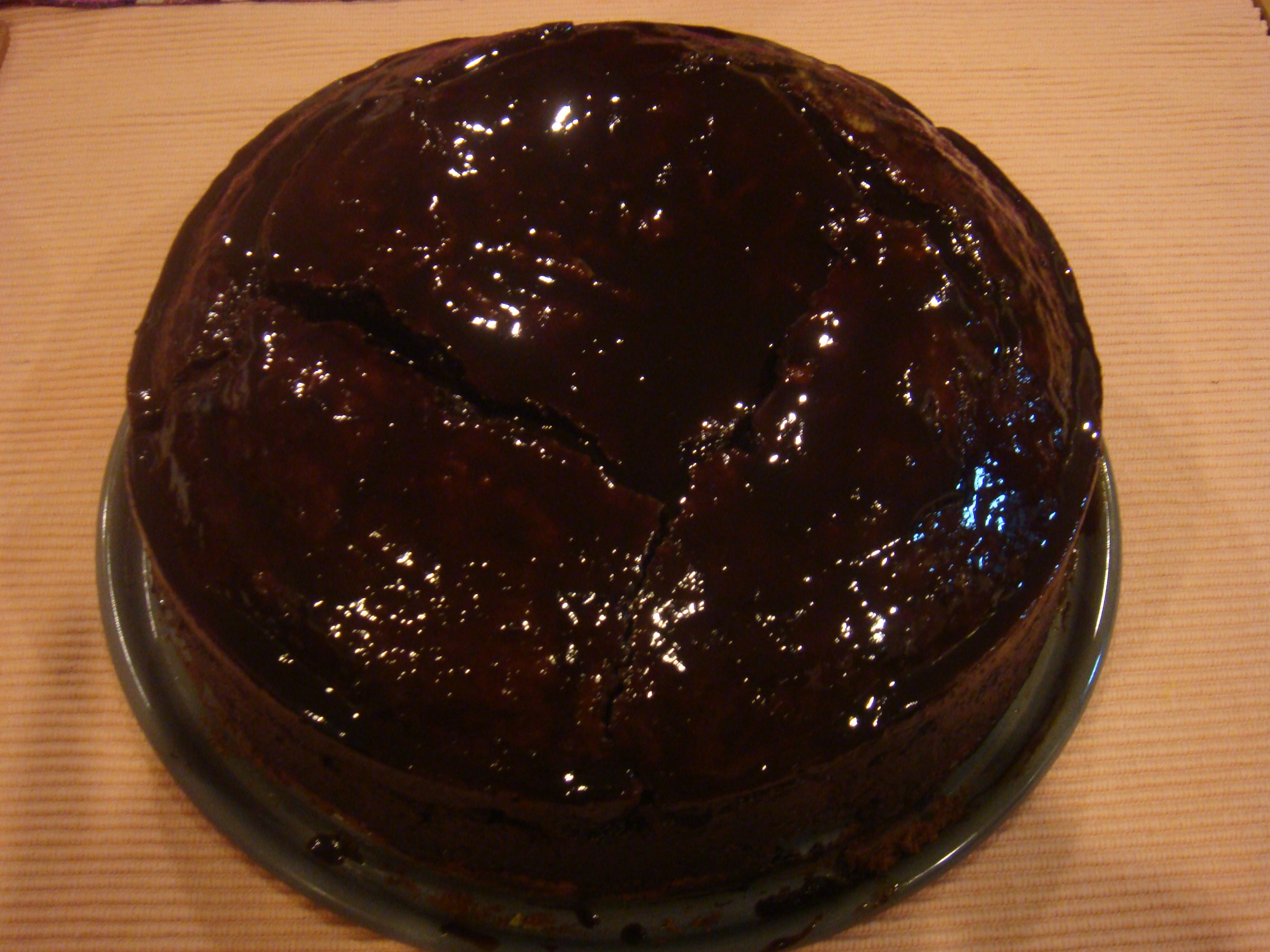
Глазур з грушевого меду на Люцернському прянику

Грушевий мед (нім. Birnenhonig, нім. Birnel; також «в'язка груша, густий грушевий сік, грушевий концентрат») — непрозорий, темно коричневий (аж до чорно-коричневого) загуслий сік з груші (іноді в нього додають яблучний сік). Виробляється в основному в центральній Швейцарії. Подібні продукти (vin cuit або raisinée) відомі в кантонах Юра, Во і Фрібур. Фабричне виробництво під лейблом «Бірнель» налагоджено фірмою Уніпектін в Ешенці. Грушевий мед був впроваджений в Швейцарії після Другої світової війни з метою боротьби з самогоноварінням з груші і повальним алкоголізмом, що поширився в селянському середовищі з середини XIX століття .

## Виробництво
Для виготовлення грушевого меду збирають груші «Тайлерс» — класичний сорт, найбільш підходящий для варіння. Цей сорт груш раніше був настільки поширений в кантоні Люцерн, що їх називали ще «Люцернськими» (подібно до Цугу: «цугськими»). Щоб мед вийшов соковитим та солодким, груші для нього збирають в той момент, коли вони ще тверді, але вже починають коричневіти і падати з дерев. Іноді додають солодкі сорти яблук.
Після віджимання сік зливають в мідний таз, утримуючи в ситі занадто великі шматки, і залишають на ніч у підвалі. Наступного дня збирають «шум» (плаваючі на поверхні волокна) і ставлять таз на вогонь. Піна збирається ще до початку кипіння. Варіння триває 6—7 годин. Чи досягнута потрібна консистенція, перевіряють в холодному посуді: якщо після перемішування маса зберігає форму, її можна розлити в керамічний посуд і залишити на ніч остигати.
Наразі грушевий мед використовується для бутербродів або для начинки в печиво (наприклад, в Люцернському прянику). Часто його використовують як інгредієнт для «гшвелті» (традиційного варіанту вареної картоплі) або козячого сиру. Під час Другої світової війни «грушево-медове молоко» замінювало каву з молоком.